# NXT TakeOver: Vengeance Day
NXT TakeOver: Vengeance Day è stata la trentatreesima edizione della serie NXT TakeOver, prodotta dalla WWE per roster di NXT e trasmessa live sul WWE Network. L'evento si è svolto il 14 febbraio 2021 al Performance Center di Orlando (Florida).
A causa della pandemia di COVID-19 e delle misure necessarie per farvi fronte, l'evento si è svolto con la sola presenza del personale autorizzato e con quasi un centinaio di persone a livello fisico. L'evento è stato trasmesso inoltre nel Capitol Wrestling Center, dove, tramite una serie di pannelli a LED intorno all'arena, i fan da tutto il mondo hanno potuto assistere in diretta all'evento tramite collegamento remoto.
Il nome e il logo dell'evento sono un riferimento a Vengeance, evento in pay-per-view prodotto dal 2001 al 2011.

## Storyline
Nella puntata di NXT del 13 gennaio Pete Dunne, insieme agli NXT Tag Team Champions Oney Lorcan e Danny Burch, attaccò brutalmente l'NXT Champion Finn Bálor mentre questi stava tenendo un promo sul ring, dichiarandosi poi come prossimo sfidante al titolo. Dopo settimane di scontri fisici e verbali, fu annunciato un match tra Bálor e Dunne con in palio l'NXT Championship per NXT TakeOver: Vengeance Day.
Nella puntata di NXT del 13 gennaio il General Manager Wiliam Regal annunciò l'annuale Dusty Rhodes Tag Team Classic sia per la divisione tag team maschile che per quella femminile, con le rispettive finali che si sarebbero poi svolte ad NXT TakeOver: Vengeance Day. Per quanto riguarda l'ambito maschile, la finale per il trofeo vedrà contrapposti i Grizzled Young Veterans (James Drake e Zack Gibson) agli MSK (Nash Carter e Wes Lee), mentre per quanto riguarda quello femminile, Dakota Kai e Raquel González affronteranno Ember Moon e Shotzi Blackheart.
Nella puntata speciale NXT New Year's Evil del 6 gennaio Kushida e Shotzi Blackheart interruppero la celebrazione dell'NXT North American Champion Johnny Gargano e Candice LeRae, sconfiggendoli poi in un Mixed Tag Team match dove Kushida schienò Gargano per vincere l'incontro. Ciò si ripeté due settimane dopo, quando Kushida e Leon Ruff sconfissero Gargano e Austin Theory nel primo round del Dusty Rhodes Tag Team Classic. Nella puntata di NXT del 27 gennaio Gargano attaccò brutalmente Kushida dopo che questi e Ruff vennero sconfitti dai Grizzled Young Veterans nei quarti di finale del torneo, portando così il General Manager William Regal a sancire un match tra i due con in palio l'NXT North American Championship per NXT TakeOver: Vengeance Day.
Nella puntata di NXT del 23 dicembre 2020 Mercedes Martinez fece il suo ritorno nello show giallo, attaccando brutalmente l'NXT Women's Champion Io Shirai mentre questa stava tenendo un promo sul ring. Dopo che anche Toni Storm espresse l'intenzione di diventare la prima sfidante al titolo femminile, Shirai costò la vittoria al team formato da Martinez e Storm nel primo round del Dusty Rhodes Tag Team Classic contro Kacy Catanzaro e Kayden Carter. Ciò portò all'annuncio di un Triple Threat match fra Shirai, Martinez e Storm con in palio l'NXT Women's Championship per NXT TakeOver: Vengeance Day.

### Dusty Rhodes Tag Team Classic

#### Uomini
Alcuni incontri, sia nel torneo maschile che in quello femminile, si sono svolti a 205 Live, uno degli show succursali di NXT.
|  | Ottavi di finale NXT/205 Live (13 gennaio 2021–22 gennaio 2021) | Ottavi di finale NXT/205 Live (13 gennaio 2021–22 gennaio 2021) | Ottavi di finale NXT/205 Live (13 gennaio 2021–22 gennaio 2021) |                               |                                   | Quarti di finale NXT (27 gennaio 2021–3 febbraio 2021) | Quarti di finale NXT (27 gennaio 2021–3 febbraio 2021) | Quarti di finale NXT (27 gennaio 2021–3 febbraio 2021) |  |  | Semifinali NXT (10 febbraio 2021) | Semifinali NXT (10 febbraio 2021) | Semifinali NXT (10 febbraio 2021) |  |  | Finale NXT TakeOver: Vengeance Day (14 febbraio 2021) | Finale NXT TakeOver: Vengeance Day (14 febbraio 2021) | Finale NXT TakeOver: Vengeance Day (14 febbraio 2021) |  |
|  |                                                                 |                                                                 |                                                                 |                               |                                   |                                                        |                                                        |                                                        |  |  |                                   |                                   |                                   |  |  |                                                       |                                                       |                                                       |  |
|  | Timothy Thatcher e Tommaso Ciampa                               | Timothy Thatcher e Tommaso Ciampa                               | Schienamento                                                    |                               |                                   |                                                        |                                                        |                                                        |  |  |                                   |                                   |                                   |  |  |                                                       |                                                       |                                                       |  |
|  | Timothy Thatcher e Tommaso Ciampa                               | Timothy Thatcher e Tommaso Ciampa                               | Schienamento                                                    |                               |                                   |                                                        |                                                        |                                                        |  |  |                                   |                                   |                                   |  |  |                                                       |                                                       |                                                       |  |
|  | Ariya Daivari e Tony Nese                                       | Ariya Daivari e Tony Nese                                       | 08:16                                                           |                               |                                   |                                                        |                                                        |                                                        |  |  |                                   |                                   |                                   |  |  |                                                       |                                                       |                                                       |  |
|  | Ariya Daivari e Tony Nese                                       | Ariya Daivari e Tony Nese                                       | 08:16                                                           |                               | Timothy Thatcher e Tommaso Ciampa | Timothy Thatcher e Tommaso Ciampa                      | Schienamento                                           |                                                        |  |  |                                   |                                   |                                   |  |  |                                                       |                                                       |                                                       |  |
|  |                                                                 |                                                                 |                                                                 |                               | Timothy Thatcher e Tommaso Ciampa | Timothy Thatcher e Tommaso Ciampa                      | Schienamento                                           |                                                        |  |  |                                   |                                   |                                   |  |  |                                                       |                                                       |                                                       |  |
|  |                                                                 |                                                                 | The Undisputed Era                                              | The Undisputed Era            | 17:05                             |                                                        |                                                        |                                                        |  |  |                                   |                                   |                                   |  |  |                                                       |                                                       |                                                       |  |
|  | Breezango                                                       | Breezango                                                       | The Undisputed Era                                              | The Undisputed Era            | 17:05                             | 11:57                                                  |                                                        |                                                        |  |  |                                   |                                   |                                   |  |  |                                                       |                                                       |                                                       |  |
|  | Breezango                                                       | Breezango                                                       |                                                                 |                               |                                   |                                                        |                                                        |                                                        |  |  |                                   |                                   |                                   |  |  |                                                       |                                                       |                                                       |  |
|  | The Undisputed Era (Adam Cole e Roderick Strong)                | The Undisputed Era (Adam Cole e Roderick Strong)                | Schienamento                                                    |                               |                                   |                                                        |                                                        |                                                        |  |  |                                   |                                   |                                   |  |  |                                                       |                                                       |                                                       |  |
|  | The Undisputed Era (Adam Cole e Roderick Strong)                | The Undisputed Era (Adam Cole e Roderick Strong)                | Schienamento                                                    |                               | Timothy Thatcher e Tommaso Ciampa | Timothy Thatcher e Tommaso Ciampa                      | 11:37                                                  |                                                        |  |  |                                   |                                   |                                   |  |  |                                                       |                                                       |                                                       |  |
|  |                                                                 |                                                                 |                                                                 |                               |                                   |                                                        |                                                        |                                                        |  |  |                                   |                                   |                                   |  |  |                                                       |                                                       |                                                       |  |
|  |                                                                 |                                                                 | Grizzled Young Veterans                                         | Grizzled Young Veterans       | Schienamento                      |                                                        |                                                        |                                                        |  |  |                                   |                                   |                                   |  |  |                                                       |                                                       |                                                       |  |
|  | Kushida e Leon Ruff                                             | Kushida e Leon Ruff                                             | Grizzled Young Veterans                                         | Grizzled Young Veterans       | Schienamento                      | Schienamento                                           |                                                        |                                                        |  |  |                                   |                                   |                                   |  |  |                                                       |                                                       |                                                       |  |
|  | Kushida e Leon Ruff                                             | Kushida e Leon Ruff                                             |                                                                 |                               |                                   |                                                        |                                                        |                                                        |  |  |                                   |                                   |                                   |  |  |                                                       |                                                       |                                                       |  |
|  | Austin Theory e Johnny Gargano                                  | Austin Theory e Johnny Gargano                                  | 14:46                                                           |                               |                                   |                                                        |                                                        |                                                        |  |  |                                   |                                   |                                   |  |  |                                                       |                                                       |                                                       |  |
|  | Austin Theory e Johnny Gargano                                  | Austin Theory e Johnny Gargano                                  | 14:46                                                           |                               | Kushida e Leon Ruff               | Kushida e Leon Ruff                                    | 09:51                                                  |                                                        |  |  |                                   |                                   |                                   |  |  |                                                       |                                                       |                                                       |  |
|  |                                                                 |                                                                 |                                                                 |                               | Kushida e Leon Ruff               | Kushida e Leon Ruff                                    | 09:51                                                  |                                                        |  |  |                                   |                                   |                                   |  |  |                                                       |                                                       |                                                       |  |
|  |                                                                 |                                                                 | Grizzled Young Veterans                                         | Grizzled Young Veterans       | Schienamento                      |                                                        |                                                        |                                                        |  |  |                                   |                                   |                                   |  |  |                                                       |                                                       |                                                       |  |
|  | Ever-Rise                                                       | Ever-Rise                                                       | Grizzled Young Veterans                                         | Grizzled Young Veterans       | Schienamento                      | 07:58                                                  |                                                        |                                                        |  |  |                                   |                                   |                                   |  |  |                                                       |                                                       |                                                       |  |
|  | Ever-Rise                                                       | Ever-Rise                                                       |                                                                 |                               |                                   |                                                        |                                                        |                                                        |  |  |                                   |                                   |                                   |  |  |                                                       |                                                       |                                                       |  |
|  | Grizzled Young Veterans                                         | Grizzled Young Veterans                                         | Schienamento                                                    |                               |                                   |                                                        |                                                        |                                                        |  |  |                                   |                                   |                                   |  |  |                                                       |                                                       |                                                       |  |
|  | Grizzled Young Veterans                                         | Grizzled Young Veterans                                         | Schienamento                                                    |                               | Grizzled Young Veterans           | Grizzled Young Veterans                                | 18:26                                                  |                                                        |  |  |                                   |                                   |                                   |  |  |                                                       |                                                       |                                                       |  |
|  |                                                                 |                                                                 |                                                                 |                               |                                   |                                                        |                                                        |                                                        |  |  |                                   |                                   |                                   |  |  |                                                       |                                                       |                                                       |  |
|  |                                                                 |                                                                 | MSK                                                             | MSK                           | Schienamento                      |                                                        |                                                        |                                                        |  |  |                                   |                                   |                                   |  |  |                                                       |                                                       |                                                       |  |
|  | MSK                                                             | MSK                                                             | MSK                                                             | MSK                           | Schienamento                      | Schienamento                                           |                                                        |                                                        |  |  |                                   |                                   |                                   |  |  |                                                       |                                                       |                                                       |  |
|  | MSK                                                             | MSK                                                             |                                                                 |                               |                                   |                                                        |                                                        |                                                        |  |  |                                   |                                   |                                   |  |  |                                                       |                                                       |                                                       |  |
|  | Isaiah "Swerve" Scott e Jake Atlas                              | Isaiah "Swerve" Scott e Jake Atlas                              | 08:36                                                           |                               |                                   |                                                        |                                                        |                                                        |  |  |                                   |                                   |                                   |  |  |                                                       |                                                       |                                                       |  |
|  | Isaiah "Swerve" Scott e Jake Atlas                              | Isaiah "Swerve" Scott e Jake Atlas                              | 08:36                                                           |                               | MSK                               | MSK                                                    | Schienamento                                           |                                                        |  |  |                                   |                                   |                                   |  |  |                                                       |                                                       |                                                       |  |
|  |                                                                 |                                                                 |                                                                 |                               | MSK                               | MSK                                                    | Schienamento                                           |                                                        |  |  |                                   |                                   |                                   |  |  |                                                       |                                                       |                                                       |  |
|  |                                                                 |                                                                 | Drake Maverick e Killian Dain                                   | Drake Maverick e Killian Dain | 11:04                             |                                                        |                                                        |                                                        |  |  |                                   |                                   |                                   |  |  |                                                       |                                                       |                                                       |  |
|  | August Grey e Curt Stallion                                     | August Grey e Curt Stallion                                     | Drake Maverick e Killian Dain                                   | Drake Maverick e Killian Dain | 11:04                             | 10:01                                                  |                                                        |                                                        |  |  |                                   |                                   |                                   |  |  |                                                       |                                                       |                                                       |  |
|  | August Grey e Curt Stallion                                     | August Grey e Curt Stallion                                     |                                                                 |                               |                                   |                                                        |                                                        |                                                        |  |  |                                   |                                   |                                   |  |  |                                                       |                                                       |                                                       |  |
|  | Drake Maverick e Killian Dain                                   | Drake Maverick e Killian Dain                                   | Schienamento                                                    |                               |                                   |                                                        |                                                        |                                                        |  |  |                                   |                                   |                                   |  |  |                                                       |                                                       |                                                       |  |
|  | Drake Maverick e Killian Dain                                   | Drake Maverick e Killian Dain                                   | Schienamento                                                    |                               | MSK                               | MSK                                                    | Schienamento                                           |                                                        |  |  |                                   |                                   |                                   |  |  |                                                       |                                                       |                                                       |  |
|  |                                                                 |                                                                 |                                                                 |                               |                                   |                                                        |                                                        |                                                        |  |  |                                   |                                   |                                   |  |  |                                                       |                                                       |                                                       |  |
|  |                                                                 |                                                                 | Joaquin Wilde e Raul Mendoza                                    | Joaquin Wilde e Raul Mendoza  | 9:34                              |                                                        |                                                        |                                                        |  |  |                                   |                                   |                                   |  |  |                                                       |                                                       |                                                       |  |
|  | Gran Metalik e Lince Dorado                                     | Gran Metalik e Lince Dorado                                     | Joaquin Wilde e Raul Mendoza                                    | Joaquin Wilde e Raul Mendoza  | 9:34                              | Schienamento                                           |                                                        |                                                        |  |  |                                   |                                   |                                   |  |  |                                                       |                                                       |                                                       |  |
|  | Gran Metalik e Lince Dorado                                     | Gran Metalik e Lince Dorado                                     |                                                                 |                               |                                   |                                                        |                                                        |                                                        |  |  |                                   |                                   |                                   |  |  |                                                       |                                                       |                                                       |  |
|  | Fabian Aichner e Marcel Barthel                                 | Fabian Aichner e Marcel Barthel                                 | 09:54                                                           |                               |                                   |                                                        |                                                        |                                                        |  |  |                                   |                                   |                                   |  |  |                                                       |                                                       |                                                       |  |
|  | Fabian Aichner e Marcel Barthel                                 | Fabian Aichner e Marcel Barthel                                 | 09:54                                                           |                               | Gran Metalik                      | Gran Metalik                                           | 06:23                                                  |                                                        |  |  |                                   |                                   |                                   |  |  |                                                       |                                                       |                                                       |  |
|  |                                                                 |                                                                 |                                                                 |                               | Gran Metalik                      | Gran Metalik                                           | 06:23                                                  |                                                        |  |  |                                   |                                   |                                   |  |  |                                                       |                                                       |                                                       |  |
|  |                                                                 |                                                                 | Joaquin Wilde e Raul Mendoza                                    | Joaquin Wilde e Raul Mendoza  | Schienamento                      |                                                        |                                                        |                                                        |  |  |                                   |                                   |                                   |  |  |                                                       |                                                       |                                                       |  |
|  | The Bollywood Boyz                                              | The Bollywood Boyz                                              | Joaquin Wilde e Raul Mendoza                                    | Joaquin Wilde e Raul Mendoza  | Schienamento                      | 09:45                                                  |                                                        |                                                        |  |  |                                   |                                   |                                   |  |  |                                                       |                                                       |                                                       |  |
|  | The Bollywood Boyz                                              | The Bollywood Boyz                                              |                                                                 |                               |                                   |                                                        |                                                        |                                                        |  |  |                                   |                                   |                                   |  |  |                                                       |                                                       |                                                       |  |
|  | Joaquin Wilde e Raul Mendoza                                    | Joaquin Wilde e Raul Mendoza                                    | Schienamento                                                    |                               |                                   |                                                        |                                                        |                                                        |  |  |                                   |                                   |                                   |  |  |                                                       |                                                       |                                                       |  |

#### Donne
|  | Quarti di finale NXT/205 Live (20 gennaio 2021–29 gennaio 2021) | Quarti di finale NXT/205 Live (20 gennaio 2021–29 gennaio 2021) | Quarti di finale NXT/205 Live (20 gennaio 2021–29 gennaio 2021) |                                |                               | Semifinali NXT (3 febbraio 2021–10 febbraio 2021) | Semifinali NXT (3 febbraio 2021–10 febbraio 2021) | Semifinali NXT (3 febbraio 2021–10 febbraio 2021) |  |  | Finale NXT TakeOver: Vengeance Day (14 febbraio 2021) | Finale NXT TakeOver: Vengeance Day (14 febbraio 2021) | Finale NXT TakeOver: Vengeance Day (14 febbraio 2021) |
|  |                                                                 |                                                                 |                                                                 |                                |                               |                                                   |                                                   |                                                   |  |  |                                                       |                                                       |                                                       |
|  |                                                                 | Dakota Kai e Raquel Gonzalez                                    | Schienamento                                                    |                                |                               |                                                   |                                                   |                                                   |  |  |                                                       |                                                       |                                                       |
|  |                                                                 | Aliyah e Jessi Kamea                                            | 05:56                                                           |                                |                               |                                                   |                                                   |                                                   |  |  |                                                       |                                                       |                                                       |
|  |                                                                 | Aliyah e Jessi Kamea                                            | 05:56                                                           |                                | Dakota Kai e Raquel Gonzalez  | Schienamento                                      |                                                   |                                                   |  |  |                                                       |                                                       |                                                       |
|  |                                                                 |                                                                 |                                                                 |                                | Dakota Kai e Raquel Gonzalez  | Schienamento                                      |                                                   |                                                   |  |  |                                                       |                                                       |                                                       |
|  |                                                                 |                                                                 | Kacy Catanzaro e Kayden Carter                                  | 13:01                          |                               |                                                   |                                                   |                                                   |  |  |                                                       |                                                       |                                                       |
|  |                                                                 | Mercedes Martinez e Toni Storm                                  | Kacy Catanzaro e Kayden Carter                                  | 13:01                          | 09:27                         |                                                   |                                                   |                                                   |  |  |                                                       |                                                       |                                                       |
|  |                                                                 | Mercedes Martinez e Toni Storm                                  |                                                                 |                                | 09:27                         |                                                   |                                                   |                                                   |  |  |                                                       |                                                       |                                                       |
|  |                                                                 | Kacy Catanzaro e Kayden Carter                                  | Schienamento                                                    |                                |                               |                                                   |                                                   |                                                   |  |  |                                                       |                                                       |                                                       |
|  |                                                                 |                                                                 |                                                                 |                                |                               |                                                   |                                                   |                                                   |  |  |                                                       | Dakota Kai e Raquel Gonzalez                          | Schienamento                                          |
|  |                                                                 |                                                                 |                                                                 | Ember Moon e Shotzi Blackheart | 17:40                         |                                                   |                                                   |                                                   |  |  |                                                       |                                                       |                                                       |
|  |                                                                 | Candice LeRae e Indi Hartwell                                   | Schienamento                                                    |                                |                               |                                                   |                                                   |                                                   |  |  |                                                       |                                                       |                                                       |
|  |                                                                 | Cora Jade e Gigi Dolin                                          | 05:56                                                           |                                |                               |                                                   |                                                   |                                                   |  |  |                                                       |                                                       |                                                       |
|  |                                                                 | Cora Jade e Gigi Dolin                                          | 05:56                                                           |                                | Candice LeRae e Indi Hartwell | 14:19                                             |                                                   |                                                   |  |  |                                                       |                                                       |                                                       |
|  |                                                                 |                                                                 |                                                                 |                                | Candice LeRae e Indi Hartwell | 14:19                                             |                                                   |                                                   |  |  |                                                       |                                                       |                                                       |
|  |                                                                 |                                                                 | Ember Moon e Shotzi Blackheart                                  | Schienamento                   |                               |                                                   |                                                   |                                                   |  |  |                                                       |                                                       |                                                       |
|  |                                                                 | Marina Shafir e Zoey Stark                                      | Ember Moon e Shotzi Blackheart                                  | Schienamento                   | 08:45                         |                                                   |                                                   |                                                   |  |  |                                                       |                                                       |                                                       |
|  |                                                                 | Marina Shafir e Zoey Stark                                      |                                                                 |                                | 08:45                         |                                                   |                                                   |                                                   |  |  |                                                       |                                                       |                                                       |
|  |                                                                 | Ember Moon e Shotzi Blackheart                                  | Sottomissione                                                   |                                |                               |                                                   |                                                   |                                                   |  |  |                                                       |                                                       |                                                       |

## Risultati
| # | Match                                                                       | Stipulazioni                                                      | Durata |
| - | --------------------------------------------------------------------------- | ----------------------------------------------------------------- | ------ |
| 1 | Dakota Kai e Raquel González hanno sconfitto Ember Moon e Shotzi Blackheart | Tag Team match Finale del Dusty Rhodes Tag Team Classic femminile | 17:40  |
| 2 | Johnny Gargano (c) ha sconfitto Kushida                                     | Single match per l'NXT North American Championship                | 24:51  |
| 3 | MSK hanno sconfitto Grizzled Young Veterans                                 | Tag Team match Finale del Dusty Rhodes Tag Team Classic maschile  | 18:26  |
| 4 | Io Shirai (c) ha sconfitto Mercedes Martinez e Toni Storm                   | Triple Threat match per l'NXT Women's Championship                | 12:13  |
| 5 | Finn Bálor (c) ha sconfitto Pete Dunne                                      | Single match per l'NXT Championship                               | 25:24  |